# 80ª Brigata d'assalto aereo "Galizia"
L'80ª Brigata d'assalto aereo autonoma "Galizia" (in ucraino 80-та окрема десантно-штурмова Галицька бригада?, 80-ta okrema desantno-šturmova Halyc'ka bryhada, unità militare A0284) è un'unità di fanteria aviotrasportata delle Forze d'assalto aereo ucraine con base a Leopoli.

## Storia

### Unione Sovietica
Le origini della brigata risalgono all'80º Reggimento aviotrasportato, creato il 3 maggio 1955 nella RSS Lituana. Il 4 novembre 1956 sbarcò a Budapest per prendere parte alla soppressione della rivoluzione ungherese. Nel 1959 venne trasferito a Baku. Nell'agosto 1968 venne impiegato per sedare le rivolte durante la Primavera di Praga. Il 22 febbraio 1969 venne insignito dell'Ordine della Stella rossa.
Il 3 agosto 1979 il reggimento venne sciolto, e dai suoi elementi il 19 dicembre venne costituita la 39ª Brigata d'assalto aereo presso Chyriv, nell'oblast' di Leopoli. Da altre componenti del reggimento venne contemporaneamente formata la 40ª Brigata d'assalto aereo a Mykolaïv. Nel gennaio 1980 il 1º Battaglione della brigata venne schierato a Termez per prendere parte alla guerra sovietico-afghana. Nei primi mesi del 1990 la brigata venne impiegata per ristabilire l'ordine durante la prima guerra del Nagorno Karabakh. Nel giugno 1990 la brigata venne trasformata nel 224º Centro di addestramento delle Forze aviotrasportate sovietiche, che consisteva in due battaglioni aviotrasportati e un battaglione di artiglieria.

### Ucraina
In seguito al crollo dell'Unione Sovietica l'unità passò sotto il controllo dell'Ucraina, e il 1º novembre 1995 venne rinominata 6ª Brigata aeromobile. La brigata prese parte all'Exercise Peaceshield con unità statunitensi e di altri alleati dal 1995 al 2002. Nel dicembre 1999 fu riorganizzata come 80º Reggimento aeromobile. Nel 2003 venne trasferita presso l'attuale sede di Leopoli. Alla fine del 2004 alcuni reparti del reggimento furono schierati in Iraq come parte del contingente ucraino. Vennero ritirati al termine dell'anno successivo, ultime unità ucraine a lasciare il paese. Nel 2006 il reggimento fornì truppe al POLUKRBAT schierato in Kosovo.
Il 25 novembre 2013 il reggimento venne elevato al rango di brigata, inglobando l'87º Battaglione aeromobile (ex 300º Reggimento della 22ª Brigata meccanizzata). Dopo l'annessione russa della Crimea nel marzo 2014 la brigata venne schierata a copertura dei confini delle regioni di Sumy e Poltava. Ad aprile venne trasferita per difendere l'aeroporto di Luhans'k, dove resistette fino a settembre, quando le forze russe la costrinsero a ripiegare. Nel frattempo alcuni reparti della brigata presero parte ad altri scontri, presso Ščastja e nei dintorni di Slov"jans'k. Il 3º Battaglione combatté nella battaglia dell'aeroporto di Donec'k, dove i suoi componenti si guadagnarono l'appellativo di "Cyborg" per la strenua resistenza contro il nemico.
Il 24 agosto 2015 il presidente Petro Porošenko ha consegnato alla brigata la bandiera di guerra durante il 24º anniversario dell'indipendenza dell'Ucraina a Kiev. L'unità è stata inoltre rinominata da aviotrasportata ad assalto aereo. Il 18 novembre 2015 l'Ordine della Stella Rossa è stato rimosso, nell'ambito dell'eliminazione delle onorificenze sovietiche dalle Forze armate dell'Ucraina. A partire dal 2016 il 1º Battaglione della brigata rappresenta il contingente ucraino all'interno della Brigata lituano-polacco-ucraina durante le esercitazioni congiunte.

#### Guerra russo-ucraina
In seguito all'invasione russa dell'Ucraina del 2022 la brigata ha preso parte ai combattimenti nell'oblast' di Mykolaïv. A maggio, in seguito allo sfondamento russo a Popasna, la brigata è stata inviata nel settore, dove ha contrattaccato con successo e fermato l'avanzata nemica in direzione di Bilohorivka, cruciale villaggio lungo l'autostrada Bachmut-Lysyčans'k. Il 28 giugno l'unità è stata insignita dal presidente Zelens'kyj del titolo onorifico "Per il Valore e il Coraggio". È stata successivamente rischierata nell'oblast' di Charkiv per prendere parte alla controffensiva ucraina del settembre 2022, dove insieme alla 92ª Brigata meccanizzata e alla 25ª Brigata aviotrasportata ha svolto un ruolo predominante nello sfondamento delle difese russe, catturando la città di Balaklija e spingendosi in seguito fino al fiume Oskol. Per questa azione il 14 ottobre il comandante della brigata e il suo vice, colonnelli Ihor Skybjuk e Jevhenij Kuraš, sono stati insigniti del titolo di Eroe dell'Ucraina. L'unità ha poi proseguito le operazioni verso est in direzione di Svatove, liberando il villaggio di Makiïvka intorno al 20 novembre e mandando in rotta un intero battaglione di riservisti recentemente mobilitati inquadrato nella 150ª Divisione fucilieri motorizzata. Il 7-8 febbraio 2023, in concomitanza con la visita istituzionale del presidente ucraino Volodymyr Zelens'kyj, alcuni equipaggi della brigata sono stati inviati nel Regno Unito per iniziare l'addestramento sui carri Challenger 2. A marzo la brigata è stata schierata nelle retrovie del saliente di Bachmut, attestandosi su Časiv Jar. Il suo 57º Battaglione fucilieri è stato invece impiegato direttamente al fronte, nel villaggio di Ivanivs'ke, fondamentale per mantenere aperta la strada ai rifornimenti per la città. La brigata è rimasta di stanza nel settore a sud di Bachmut insieme alla 3ª Brigata d'assalto "Azov" e alla 5ª Brigata d'assalto per tutta la primavera, con le quali ha cooperato nel corso di operazioni offensive all'inizio di maggio.
Il 3º Gruppo tattico di battaglione, ex 87º Battaglione aeromobile appartenente alla brigata, nella primavera del 2023 è stato distaccato per diventare, insieme a elementi della 25ª Brigata aviotrasportata, il nucleo dell'82ª Brigata d'assalto aereo, nuova unità creata in previsione della controffensiva ucraina dell'estate. A giugno l'unità ha continuato a cooperare con la 3ª Brigata d'assalto nella liberazione delle trincee russe in direzione di Kliščiїvka, catturando numerosi prigionieri. A luglio ha contribuito, insieme alla 5ª Brigata d'assalto e alla Brigata d'assalto "Ljut", alla riconquista del villaggio, abbandonato dai russi insieme a tutto il fianco sud di Bachmut fino a Kurdjumivka. La conquista definitiva del villaggio è stata annunciata dal presidente Zelens'kyj il 17 settembre successivo.
Il 21 novembre 2023, in occasione della Giornata delle Forze Aviotrasportate, la brigata ha ricevuto il titolo onorifico di "Galizia", regione storica comprendente Leopoli, sede dell'unità. Nel febbraio 2024 la brigata ha ricevuto i veicoli da combattimento statunitensi Stryker, diventando la terza unità ucraina a impiegarli dopo l'82ª Brigata d'assalto aereo e la 42ª Brigata meccanizzata. Nella primavera del 2024 è stata trasferita sul fronte di Mar"ïnka, dove ha difeso la cittadina di Krasnohorivka nonostante i pesanti bombardamenti aerei e i numerosi assalti russi. All'inizio dell'estate ha ricevuto in dotazione i veicoli da combattimento statunitensi Stryker. Le è stata inoltre assegnata la Legione Caucasica, unità di volontari del Caucaso appartenente alla Legione internazionale di difesa territoriale dell'Ucraina e precedentemente subordinata alla 56ª Brigata motorizzata.
A partire dal 6 agosto l'80ª Brigata hanno preso parte all'offensiva ucraina nell'oblast' di Kursk, occupando diversi villaggi oltre il confine russo e supportando l'azione della 22ª Brigata meccanizzata a nord della città di Sudža. Nei giorni seguenti elementi della brigata, soprattutto il 3º Battaglione, hanno continuato a spingersi verso nord, scontrandosi con l'810ª Brigata fanteria di marina e puntando in direzione di L'gov. Durante questi combattimenti la brigata è stata supportata da elementi della 61ª Brigata meccanizzata, come il 101º Battaglione dispiegato a est di Korenevo. A metà novembre ha effettuato un contrattacco nei pressi di Sudža, infliggendo diverse perdite all'11ª Brigata d'assalto aereo e al 26º Reggimento della 47ª Divisione corazzata. All'inizio di dicembre, insieme a elementi della 17ª Brigata meccanizzata pesante e della 21ª Brigata meccanizzata, ha effettuato un contrattacco e riconquistato il villaggio di Dar'ino, occupato dalla 106ª Divisione aviotrasportata e dall'83ª Brigata d'assalto aereo il 24 novembre. All'inizio di marzo 2025 la brigata ha individuato un tentativo russo di penetrare alle spalle della linea del fronte attraverso un gasdotto sotterraneo nei pressi di Sudža, predisponendo quindi un'imboscata ed eliminando la quasi totalità dei 100 soldati impiegati nell'operazione. L'8 maggio 2025 il comandante della brigata, colonnello Pavlo Rozlač, è stato insignito dal presidente ucraino Volodymyr Zelens'kyj del titolo di Eroe dell'Ucraina, la più alta onorificenza del paese, per i meriti conseguiti in battaglia.

## Struttura
- Comando di brigata[54]
- 1º Battaglione d'assalto aereo
- 2º Battaglione d'assalto aereo
- 3º Battaglione d'assalto aereo
- 4º Battaglione aeromobile
- Compagnia corazzata (T-80BV)
- Gruppo d'artiglieria
  - Batteria acquisizione obiettivi
  - Battaglione artiglieria (D-30 e M119)
  - Battaglione artiglieria semovente (2S1 Gvozdika)
  - Battaglione artiglieria lanciarazzi (BM-21 Grad)
- Battaglione artiglieria missilistica contraerei
- Compagnia ricognizione
- Compagnia genio
- Compagnia supporto aereo
- Compagnia logistica
- Compagnia manutenzione
- Compagnia comunicazioni
- Compagnia difesa NBC
- Compagnia medica
- Plotone cecchini

## Comandanti
- Colonnello Mychajlo Koval' (1992 - 1995)
- Colonnello Mykola Novak (1995 - 1998)
- Colonnello Ihor Stel'mach (1998 - 2000)
- Tenente colonnello Vasyl' Surovnjev (2000 - 2001)
- Tenente colonnello Mykola Tkačenko (2002 - 2004)
- Colonnello Ihor Overin (2004 - 2007)
- Tenente colonnello Viktor Kopačyns'kyj (2007 - 2014)
- Colonnello Andrij Koval'čuk (agosto 2014 - marzo 2016)[55]
- Colonnello Volodymyr Švorak (marzo 2016 - gennaio 2022)[56]
- Colonnello Ihor Skybjuk (gennaio 2022 - dicembre 2022)[57]
- Colonnello Emil Iškulov (dicembre 2022 - luglio 2024)[58]
- Colonnello Pavlo Rozlač (luglio 2024 - giugno 2025)[59]
- Colonnello Mychajlo Kurach (giugno 2025 - in carica)[60]